# Miguel Amarillo
Miguel Amarillo (Tacuarembó, 20 de noviembre de 1949 - Montevideo, 28 de marzo de 1994) fue un médico, militante político y músico uruguayo reconocido por integrar la primera formación del grupo de música popular Patria Libre.

## Vida y trayectoria
Nacido en Tacuarembó, Amarillo se mudó a Montevideo para estudiar Medicina en la Universidad de la República. Paralelamente, comenzó a desarrollar su carrera artística. En 1968 integra el grupo Los vagabundos como bajista, en el que también participaron Jorge Lazaroff (primera guitarra), Jorge Bonaldi (segunda guitarra) y Darío Otorgués como baterista. Según Raúl Castro, "(...) era música al estilo de los bailes de jóvenes de la época" con una clara influencia de The Beatles.
A mediados de 1972, Amarillo, Lazaroff, Bonaldi y Castro formaron el grupo Patria Libre, en el que también participó Rosario Lazaroff. Todos eran militantes políticos del Frente Amplio y su repertorio y las letras de sus composiciones estaban claramente influenciadas por la realidad sociopolítica de aquella época. Para Scampini, "hay sin embargo acompañando aquellos textos una música propositiva, a la que se le nota el ejercicio de desplazamiento hacia delante, el ánimo transformador, la denodada búsqueda de la innovación estética".
La banda publicó 2 obras, volumen 1 y 2 de Patria Libre, que luego serían restaurados, remasterizados y vueltos a publicar en un solo disco llamado "La historia de Patria Libre" (Perro andaluz, 2005). Amarillo participó del primero en guitarra, bajo, voz y coros. También compuso la música del tema "Soldadito boliviano" con la letra del poema homónimo de Nicolás Guillén.